# Algerische Partei für Demokratie und Sozialismus
Die Algerische Partei für Demokratie und Sozialismus (französisch Parti Algérien pour la Démocratie et le Socialisme; arabisch الحزب الجزائري للديمقراطية والاشتراكية, DMG al-Ḥizb al-Ǧazāʾirī li-d-Dīmuqrāṭiyya wa-l-Ištirākiyya) ist eine marxistisch-leninistisch ausgerichtete politische Partei in Algerien.
Sie wurde im Jahre 1993 durch den kommunistisch gesinnten Flügel der Ettehadi gegründet, die sich abgespalten hat, um das kommunistische Erbe der Partei zu erhalten. 
Das Zentralorgan der Partei ist die Zeitung Le Lien des Ouvriers et Paysans.